# Riverdale (Nova Jérsei)
Riverdale é um distrito localizado no estado americano de Nova Jérsei, no Condado de Morris.

## Demografia
Segundo o censo americano de 2000, a sua população era de 2498 habitantes.
Em 2006, foi estimada uma população de 2676, um aumento de 178 (7.1%).

## Geografia
De acordo com o United States Census Bureau tem uma área de
5,3 km², dos quais 5,3 km² cobertos por terra e 0,0 km² cobertos por água.

## Localidades na vizinhança
O diagrama seguinte representa as localidades num raio de 8 km ao redor de Riverdale.